# Craterul Glasford
Glasford este un crater de impact meteoritic în sudul Comitatului Peoria, Illinois, Statele Unite ale Americii.

## Date generale
Are 4 km în diametru și are vârsta estimată la mai puțin de 430 milioane ani (Silurian). Craterul nu este expus la suprafață.
Craterul Glasford a fost descoperit în timpul unei forări după gaz natural.